# Matías Sánchez Sorondo
Matías Guillermo Sánchez Sorondo (Buenos Aires, Argentina, 1880 - 1959) fue un abogado y político argentino. Con una larga trayectoria y de ideas conservadoras, Sánchez Sorondo ocupó varios cargos políticos a lo largo de su vida, entre los que se destaca el de Ministro del Interior durante la presidencia de facto de José Félix Uriburu; sin embargo, se vio obligado a renunciar tras el fracaso electoral en la provincia de Buenos Aires. Además, se desempeñó como director general de escuelas y como diputado y senador nacional.

## Juventud
Sánchez Sorondo era hijo de Matías Sánchez y Rosa Sorondo. Su padre fue un ingeniero sanjuanino, que trabajó en el diseño y la construcción de rutas y ferrocarriles. 
Obtuvo su título de bachiller en el Colegio del Salvador -institución administrada por la Compañía de Jesús- y luego asistió a la Facultad de Derecho de la Universidad de Buenos Aires, de donde se graduó como abogado en 1900. Se casó con Micaela Costa Paz, con quien tendría siete hijos, uno de los cuales -Marcelo Sánchez Sorondo- sería un reconocido dirigente del nacionalismo argentino en la segunda mitad del siglo XX. 
Siendo muy joven se convirtió en docente e investigador universitario, ganando prestigio internacional cuando en 1908 el gobierno del Perú lo contrató como asesor para que revisase los aspectos legales de los conflictos limítrofes que el país mantenía con Bolivia. 
En 1910 obró como secretario de la Cuarta Conferencia Panamericana organizada en la ciudad de Buenos Aires.

## Trayectoria política

### Oposición a Yrigoyen
Mentoreado por Marcelino Ugarte, ocupó el cargo de director general de Escuelas de la provincia de Buenos Aires entre 1914 y 1917, mientras duró la gobernación del dirigente conservador. Proyectó una reforma del Código Rural vigente para su provincia, pero la intervención federal ordenada por el presidente Hipólito Yrigoyen truncó la iniciativa. 
En 1918 ganó una banca de diputado nacional como miembro del Partido Conservador bonaerense. Dotado de un gran talento para la oratoria, se dedicó a fustigar sistemáticamente al presidente Yrigoyen, llegando en 1919 a solicitar la realización de un juicio político para destituirlo del cargo, arguyendo que no estaba mentalmente apto para dirigir a la Argentina. 
Desde este lugar también se opuso a algunas medidas del presidente Hipólito Yrigoyen (U. C. R.), como la creación de la flota de la marina mercante, cuyo objetivo declarado era afianzar la política agrícola y defender el comercio exterior del país. El gobierno había adquirido, mediante un acuerdo de ministros, el buque Bahía Blanca, un navío de origen alemán que había luchado en la Primera Guerra Mundial.
En la sesión del 6 de noviembre de 1919, Sánchez Sorondo manifestó que 

la compra del Buque Bahía Blanca es un escándalo inaudito que coloca al Presidente y a sus ministros en pleno código penal.

 Con esto, afirmaba que se había actuado a espaldas del Congreso Nacional con el acuerdo de ministros y que el barco no podía navegar ya que quedaba incluido en un acuerdo firmado por los aliados y Alemania, en la que esta última debía entregar los buques con un peso superior a 1600 toneladas. Los argumentos de Sánchez Sorondo fueron refutados por el bloque radical, que le respondió que la Ley de Contabilidad de 1885 avalaba el acuerdo de ministros para designar el presupuesto y que el navío podría ser utilizado, ya que el acuerdo citado sólo afectaba a los países que habían participado en la guerra; Argentina quedaba fuera de él, ya que se había mantenido neutral.
Desde 1921 fue uno de los impulsores de la Concentración Nacional, una coalición de fuerzas conservadoras que debía servir como plataforma para auspiciar a un candidato presidencial en 1922. Inicialmente se especuló que el diputado integraría la fórmula de la coalición, pero finalmente fueron escogidos para ello Norberto Piñero y Rafael Núñez. 
Permaneció en la Cámara de Diputados de la Nación hasta 1926. Durante ese periodo se interesó en la cuestión de los recursos naturales, oponiéndose a la política petrolera estatista impulsada por la Unión Cívica Radical. También propuso firmar un acuerdo comercial con Gran Bretaña para evitar que los frigoríficos norteamericanos terminaran dominando el mercado de la exportación de carne en el país. 

## Revolución de 1930
El 1 de septiembre de 1930 se reunió con José Félix Uriburu en su casa para diagramar el golpe de Estado que se llevó adelante el 6 de septiembre de 1930. Tras el golpe fue designado Ministro del Interior del Gobierno de Uriburu. Su primera medida fue convocar a una gran celebración en Plaza de Mayo a la que fue invitada -con tarjetas bordadas en hilos de oro- toda la elite porteña.
Allí, frente a un auditorio que lo vitoreaba, dio su primer discurso como ministro.
Sánchez Sorondo supuso que, en una convocatoria a elecciones, el gobierno sería refrendado por la ciudadanía. Sin embargo sus cálculos fueron fallidos: en abril de 1931 los uriburistas perdieron la elección por la gobernación de la provincia de Buenos Aires ante los radicales, y Sánchez Sorondo cargó con la culpa de haber realizado un mal diagnóstico de la situación presente, por lo que terminó renunciando a su ministerio.

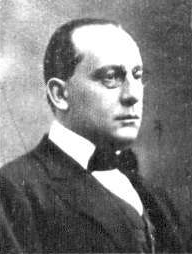
Sorondo en 1930.

## Simpatías con el nacionalismo-revolucionario
En 1932 volvió Sánchez Sorondo al parlamento nacional, esta vez convertido en senador por la provincia de Buenos Aires, representando al Partido Demócrata Nacional. 
Los movimientos nacionalistas comenzaron a eclosionar en la Argentina, imitando a sus pares europeos. Ello hizo que buena parte de la dirigencia política local se pronunciase a favor de construir un modelo económico, político y sociocultural similar al que habían creado o estaban creando los caudillos del Viejo Continente. Sánchez Sorondo, junto a Carlos Ibarguren y Manuel Fresco, fue uno de los dirigentes que más elogios repartió públicamente hacia Benito Mussolini, Adolf Hitler y Francisco Franco. De hecho el senador fue uno de los "19 notables" que, a instancias de la Embajada Alemana en Argentina fundó, en 1936, la Comisión de Cooperación Intelectual con el Eje, junto a Gustavo Martínez Zuviría, Ricardo Levene, Carlos Ibarguren, el Premio Nobel de Biología Bernardo Houssay, el decano de la Facultad de Derecho de la UBA Juan P. Ramos y Mariano Castex, entre otros. En esa condición, sería invitado en 1937 a viajar a España, Italia y Alemania, y mantuvo una serie de entrevistas con referentes nacionalistas, incluyendo una con el mismísimo Hitler.
Desde su puesto de parlamentario, Sánchez Sorondo lanzó una campaña anticomunista. Para ello presentó un proyecto de ley en donde indicaba que era necesario proscribir al Partido Comunista local. El mismo fue inicialmente rechazado en 1932, para ser aprobado después en 1936. Durante ese periodo mantuvo disputas públicas contra Lisandro de la Torre y Alfredo Lorenzo Palacios. 
Aseguraba que las escuelas primarias eran vitales para la formación de los niños porque allí se moldeaba el porvenir de los ciudadanos y que, peligrosamente, los judíos argentinos educaban a sus hijos como comunistas en sus escuelas que llamaban "laicas" para despistar a la policía, por lo cual era "alarmante" que el gobierno no interviniera para desactivar aquella "osada y cosmopolita empresa que iba en contra de los intereses de la nación" argentina, que los judíos, comerciantes y usureros, tenían mucho dinero como para financiar el comunismo internacional en escuelas que promovían el ateísmo, el capitalismo, la prostitución, el bolchevismo y todo tipo de pestes que el pueblo argentino desconocía antes de esa ola inmigratoria.
En 1938 se convirtió en gestor de la Sociedad Importadora Exportadora Argentina Oriente, y contribuyó a la creación del Instituto Cultural Japonés Argentino. Como senador, presidió la Comisión Nacional de Cultura desde la cual avanzó en la regulación de la industria cinematográfica local y, con la llegada al poder de Ramón Castillo, llegó a ser jefe del instituto estatal de Promoción Cinematográfica y presidente del Banco Provincia de Buenos Aires.  
Sánchez Sorondo fue senador nacional hasta 1941, año en que dejó su banca en el Congreso de la Nación para pasar a ocupar una menos relevante en la Cámara de Senadores de la Provincia de Buenos Aires, donde estuvo hasta 1943. 
Apoyó la Revolución de 1943, pero se alejó de la misma conforme aumentaba el influjo de Juan Domingo Perón. Para el ascenso de éste a la presidencia, Sánchez Sorondo ya se consideraba definitivamente antiperonista, y esta actitud se exacerbó tras la quema de iglesias por el peronismo en el año 1955. En ese momento, su hijo Marcelo Sánchez Sorondo llegó a padecer prisión política por defender la  Catedral de Buenos Aires de los militantes de la Alianza Popular Nacionalista (en su momento de total identificación con el peronismo tras la toma del poder por parte de Guillermo Patricio Kelly) que pretendían quemarla. Paradójicamente, a partir de su participación en el gobierno de Onganía, Marcelo Sánchez Sorondo, quizás influido por las ideas de su joven secretario privado, Juan Manuel Abal Medina, terminó acercándose al peronismo, hasta ser candidato a senador nacional por esta fuerza en 1973. Su padre nunca participó de esa deriva ideológica.

## Últimos años
Sánchez Sorondo fue incorporado a la Academia Nacional de Derecho y Ciencias Sociales y a la Academia Argentina de Letras. 
Al jubilarse se alejó de la vida pública y se dedicó a escribir. Publicó tres poemarios y una biografía de Uriburu, en la que le inventa al militar una genealogía espiritual que lo unía a Domingo Faustino Sarmiento, Bartolomé Mitre, José Manuel Estrada y Joaquín V. González. 
En 1955 celebró el derrocamiento de Perón, pero al año siguiente participó del debate sobre la legalidad de la Revolución Libertadora, impugnando con argumentos jurídicos a quienes la defendían.